# Bernina (region)
Bernina är en region i den schweiziska kantonen Graubünden. Geografisk motsvarar den dalen Val Poschiavo, med en övervägande italienskspråkig befolkning.
Regionen inrättades 2016, i samband med att kantonen genomförde en indelningsreform, och ersatte då det tidigare distriktet med samma namn och geografiska utsträckning. Samtidigt förlorade de tidigare kretsarna all politisk betydelse, och kvarstår endast som valkretsar. 

## Indelning
Regionen består av två kommuner:
| Vapen     | Namn      | Invånare 2023-12-31 | Yta i km² |
| --------- | --------- | ------------------- | --------- |
| Brusio    | Brusio    | 1 105               | 46,30     |
| Poschiavo | Poschiavo | 3 525               | 191,01    |